# Baudelobibliotheek

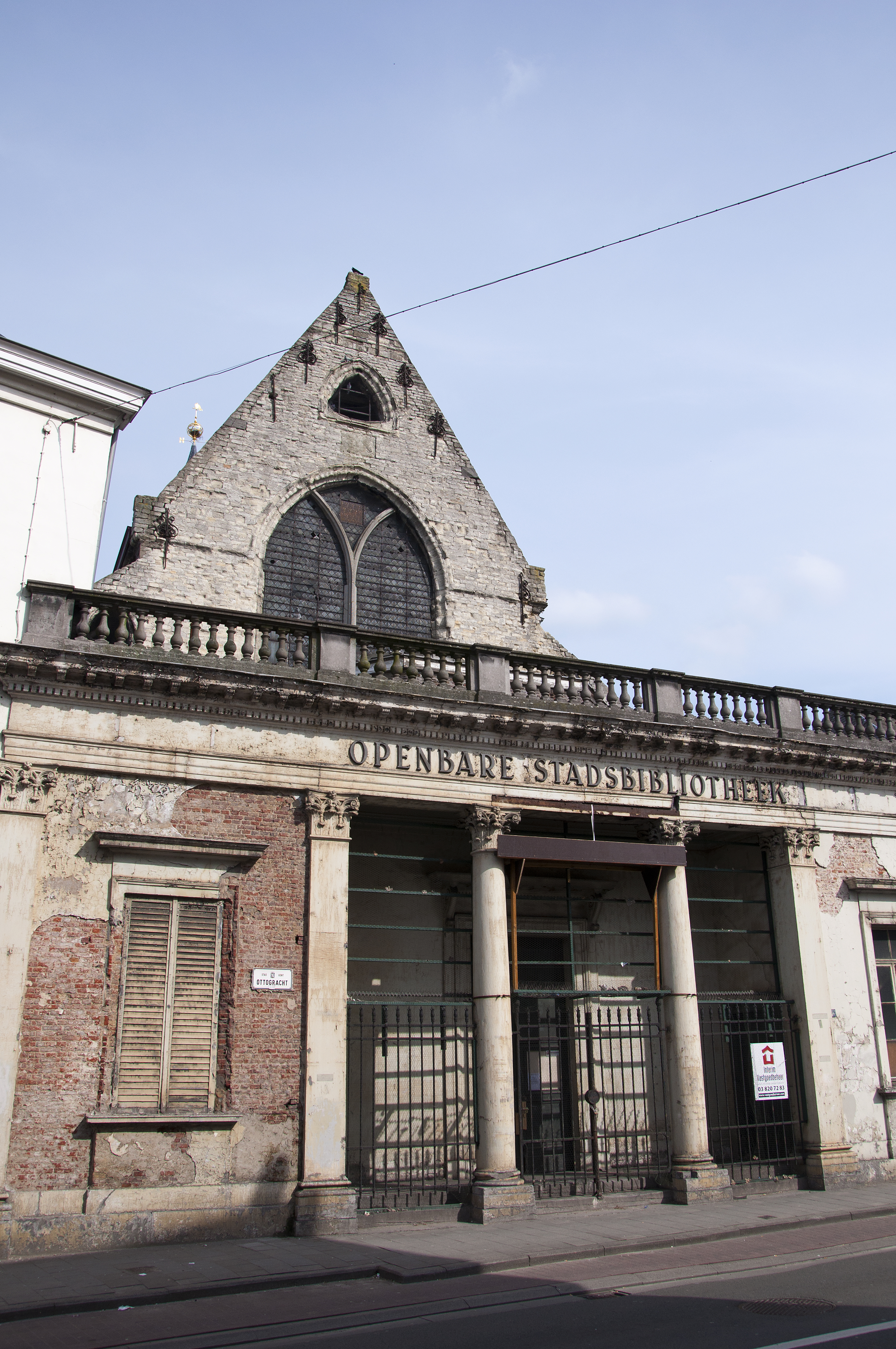
De toegang tot de bibliotheek in 2012

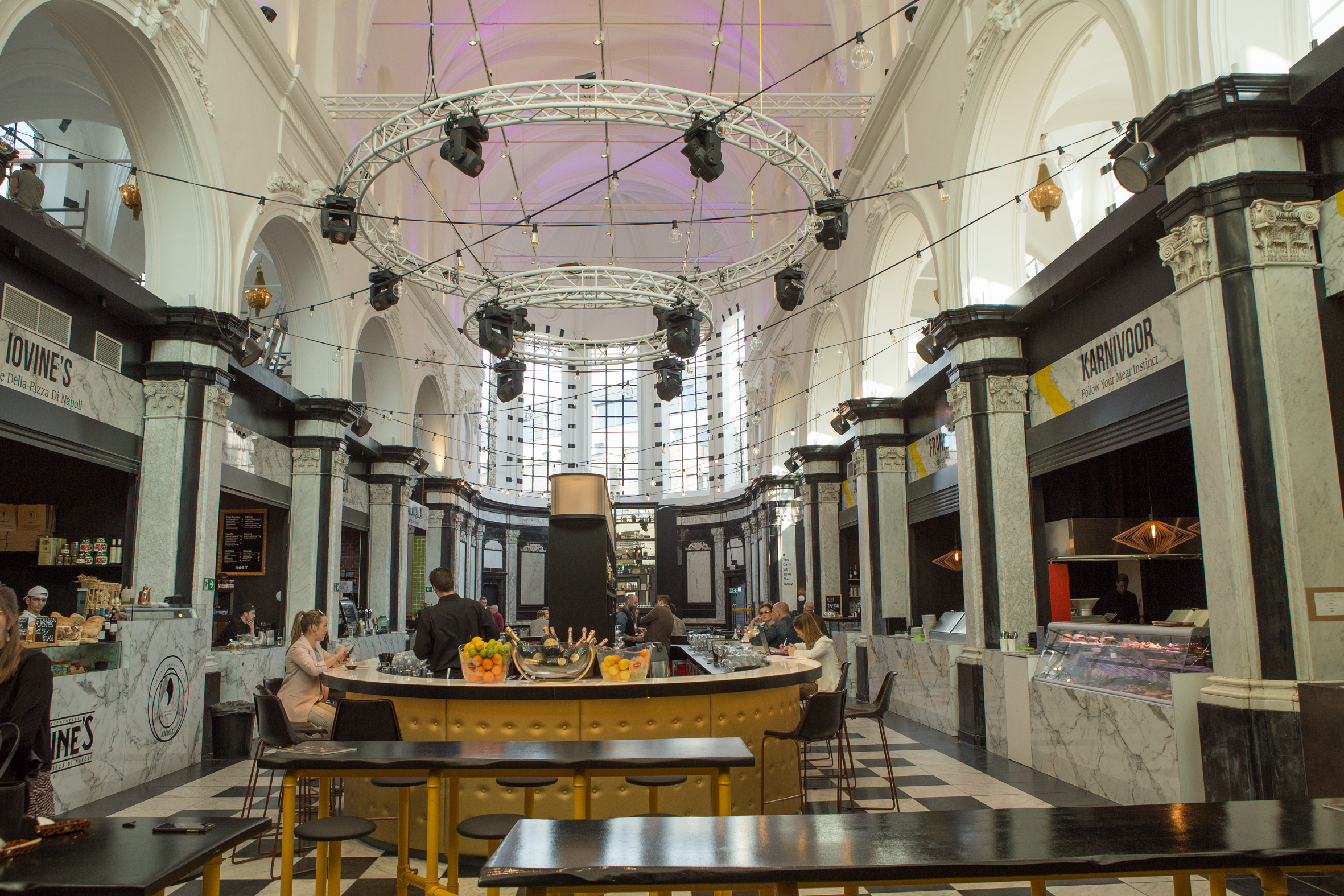
De kapel in 2017 als Holy Food Market

De Baudelobibliotheek aan de Ottogracht in Gent was zowel de eerste stadsbibliotheek als de eerste universiteitsbibliotheek.

## Geschiedenis tot aan de Franse Revolutie
De oudste delen van de Baudelobibliotheek aan de Ottogracht maakten oorspronkelijk deel uit van het refugiehuis van de Abdij van Boudelo, een cisterciënzerabdij nabij Sint-Niklaas, die in de 13e eeuw was gesticht door een Gentse monnik. Op het einde van de 16e eeuw namen monniken die uit ballingschap terugkwamen hun intrek in het refugehuis in Gent. In de loop van de 17e eeuw werd het klooster verder uitgebreid, en verving men de oude Baudelokapel van het refugehuis door een kerk. Er kwamen ook nieuwe kloostergebouwen. In de 18e eeuw waren de gebouwen van het klooster versierd met tapijten, beeldhouwwerken en schilderijen.

## Geschiedenis vanaf de Franse Revolutie tot de 20e eeuw
Wanneer de Oostenrijkse Nederlanden werden geannexeerd bij de Franse republiek (1795) werden de kerkelijke organisaties afgeschaft en hun bezittingen in beslag genomen. Gebouwen werden afgebroken of kregen een nieuwe bestemming. Karel van Hulthem, een Gents advocaat, politicus en cultuurliefhebber, ontfermde zich over de gebouwen en kunstschatten van de oude Baudeloabdij. In samenspraak met het stadsbestuur bracht hij de kunstwerken samen onder in de Sint-Pietersabdij. Dit zou uiteindelijk de basiscollectie van het Museum voor Schone Kunsten vormen. De religieuze archieven, manuscripten en boeken verzamelde hij in de kerk van de Baudeloabdij. Ook de bibliotheek van de dominicanen uit het Pand kwam hier terecht. De Baudelobibliotheek was geboren, en Van Hulthem werd tijdelijk ook bibliothecaris. Hij zorgde er verder voor dat de Centrale School, waar hij ook leraar was, gevestigd werd in de vroegere kloostervertrekken van de abdij. Enkele jaren later nam het stadsbestuur de bibliotheek over en installeerde er de stadsbibliotheek met leeszaal.
Het door Pieter d'Oude Van Peteghem gemaakte orgel, waarop ooit de jonge Wolfgang Amadeus Mozart speelde, staat sinds 1801 in de Grote Kerk in Vlaardingen. Na aankoop werd het door Abraham Meere aangepast, maar tegenwoordig beschikt het instrument dankzij restauraties ook weer over de volledige oorspronkelijke klankrijkdom.
Wanneer in 1817 de Gentse Rijksuniversiteit wordt opgericht, wordt de stadsbibliotheek overgedragen aan de universiteit. Uit deze tijd stamt het neoclassicistische voorportaal van stadsarchitect Roelandt. Het benadrukt dat de oude kerk vanaf nu een huis van wetenschap is. De Baudelobibliotheek is nu zowel universiteits- als stadsbibliotheek.

## Het gebouw in de 20e eeuw
In de loop van de 19e eeuw, een tijd waarin de wetenschappen een enorme uitbreiding kenden, werd de bibliotheek verder aangepast aan de nieuwe noden: zo worden onder andere een magazijn, catalogi, een tijdschriftenleeszaal en werklokalen voor het personeel bijgebouwd. Ook de collecties breidden uit.
Op het einde van de 19e eeuw kampte de bibliotheek met vochtproblemen en plaatsgebrek. Bovendien breidde de universiteit zich verder uit aan de andere kant van de stad, en was de buurt rond de bibliotheek aan het verkommeren. Er ontstonden plannen voor een nieuwe universiteitsbibliotheek, maar het is pas in 1933 dat architect Henry Van de Velde wordt aangesteld om het nieuwe gebouw te ontwerpen. De universiteitscollecties verhuizen tijdens de Tweede Wereldoorlog met paard en kar naar het gebouw aan de Rozier. De stadsbibliotheek bleef achter in de Baudelokapel. In 1978 werd in het bibliotheekdecreet een nieuwe structuur bepaald voor openbare bibliotheken. De bibliotheek aan de Ottogracht werd hoofdbibliotheek, met filialen in een aantal randgemeenten. De collecties verhuisden naar de Kouter in 1980, en kwamen in 1992 in een gebouw terecht aan de Zuid. Anno 2019 is de Krook de nieuwe locatie van de collecties. De oude Baudelokapel aan de Ottogracht die vanaf 1979 leeg stond, is anno 2019 een overdekte markt.